# 프랑스 국립 미술 협회
프랑스 국립 미술 협회(프랑스어: Société nationale des beaux-arts, 약칭: SNBA, 영어: National Society of Fine Arts)는 프랑스 예술가들로 구성된 두 협회가 연합하면서 생긴 명칭인데, 첫 번째는 1860년대 초 몇몇 전시회를 위해 사용되었고, 두 번째는 1890년 이후 연례 전시회를 위해 사용되었다.

## 1862년
화가이자 갤러리 주인인 루이 마르티네와 작가 테오필 고티에에 의해 1862년에 설립된 프랑스 국립 미술 협회는 처음에 고티에가 의장을 맡았고 화가 에메 밀레가 부의장을 맡았다. 위원회는 화가 외젠 들라크루아, 알베르에르네스트 카리에벨뢰즈 및 피에르 퓌뷔 드 샤반으로 구성되었으며 전시자 중에는 레옹 보나, 장바티스트 카르포, 샤를프랑수아 도비니, 귀스타브 도레 및 에두아르 마네가 있었다. 1864년, 들라크루아가 죽은 직후, 협회는 황제의 이복삼촌이자 유명한 화가인 들라크루아의 그림과 석판화 248점을 전시하는 회고전을 열었으며, 더 이상 전시회를 열지 않았다.
19세기 프랑스 미술은 정치계의 공식적인 지원을 받는 전통적 교육을 받은 예술가들과 개별적이고 위험을 감수하며 작업하는 것을 선호하는 예술가들 사이의 끊임없는 투쟁으로 특징지어진다. 역사적 상황을 검토하는 것은 1세기가 지난 현재에도 예민한 문제이다. 그러나 제2제정의 몰락 이후 공식 정치에 반대하는 세력이 세력을 확대하였고, 프랑스의 문화 정치를 자유주의적 입장으로 바꾸는 데 중요한 역할을 했다. 따라서 1890년에 국립 미술 협회가 분리된 것은 최초의 분리주의적 현상으로 볼 수 있다.

## 1890년

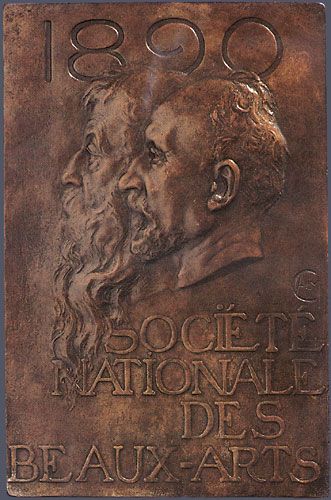
1890년 국립 미술 협회 설립을 기념하여 수여된 메달로, 피에르 퓌뷔 드 샤반(앞쪽 인물)과 에르네스트 메소니에(뒤쪽 인물)의 얼굴이 새겨져 있다.

1890년, 프랑스 국립 미술 협회는 피에르 퓌뷔 드 샤반, 에르네스트 메소니에, 카롤루스 뒤랑, 펠릭스 브라크몽 및 카리에벨뢰즈의 통치 하에 다시 활성화되었으며, 그 때부터 연례 전시회는 전통적으로 프랑스 예술가 협회가 주최하는 공식 "Salon des Champs-Élysées"보다 2주 늦게 개막하는 "Salon du Champ-de-Mars"로 검토되었다.
수잔 발라동은 1894년에 이 협회에 가입한 최초의 여성 화가가 되었다.

### 새로운 방향
1차 세계대전 이후인 1926년에 "퓌비 드 샤반"상이 제정되어 수상 작가의 주요 작품을 회고하는 전시회가 파리에서 열렸다. 20세기에는 이 전시회가 그랑 팔레 또는 현대 미술관에서 열렸다.

## 갤러리
- 1891년 카탈로그
- 1892년 카탈로그
- 1893년 카탈로그
- 1904년 카탈로그